# Karl Weber (homme politique, 1885)
Pour les articles homonymes, voir Weber.
Karl Weber (né le 8 mars 1885 à Lehnin et mort le 15 avril 1945 à Verden) est un avocat et homme politique allemand (NSDAP).

## Biographie
Weber est un officier de maintenance actif depuis 1904 et participe à la Première Guerre mondiale en tant que soldat, finalement en tant que capitaine. Pendant la guerre, il reçoit la croix de fer de 2e classe. En 1918, il est démobilisé pour cause de blessure de guerre. Il est ensuite employé comme informateur par la municipalité de Bad Orb. Weber agit ensuite en tant que directeur de station thermale et chef de la commune de la station balnéaire de la mer du Nord de Wittdün. De 1925 à 1930, il étudie le droit et les sciences politiques aux universités de Kiel, Munich et Hambourg. De plus, il obtient son doctorat en droit.
Pendant la République de Weimar, Weber rejoint le Parti populaire allemand de la liberté. Il devient membre du NSDAP en novembre 1926 et est chef du parti pour l'arrondissement de Lunebourg-Campagne depuis 1931. De 1932 à 1933, il est député du parlement de l'État libre de Prusse. De 1933 à 1945, il est administrateur de l'arrondissement de Verden. De 1939 à 1943, il prend également la direction provisoire de l'arrondissement de Rotenburg.
Le 15 avril 1945, Weber a abattu sa femme et lui-même avec un fusil de chasse.